# ليس هدف
ليس هدف أو لا يوجد هدف أو لا يحتسب هدف هو استدعاء من الحكام في رياضات مختلفة التي يُسجل فيها أهداف (كرة القدم، الهوكي، اللاكروس، إلخ) للإشارة إلى عدم احتساب هدف. يُستخدم بشكل شائع لعدم السماح بهدف واضح، كما هو الحال عندما تدخل الكرة أو قرص لعبة الهوكي الشباك ولكن لا يجب احتسابها؛ نتيجة لخطأ أو مخالفة.
نظرًا لأن القرار يعتمد غالبًا على تقييم شخصي من قبل الحكم، وخاصة إذا كانت النتيجة حرجة، فقد تكون هذه المكالمات محل نزاع شديد. بالنسبة لمشجعي أحد الفرق المشاركة، قد يشير ذلك إلى هدف تم رفضه بالفعل، أو هدف في رأيهم كان يجب رفضه، لكنه لم يكن كذلك. نتيجة لذلك، في السنوات الأخيرة، أشارت معظم البطولات الرياضية المحترفة إلى بروتوكول يسمح بإخضاع مثل هذه المكالمات لمراجعة الفيديو أو مراجعتها بسبب اعتراض المدرب.

## دوري الهوكي الوطني(NHL)

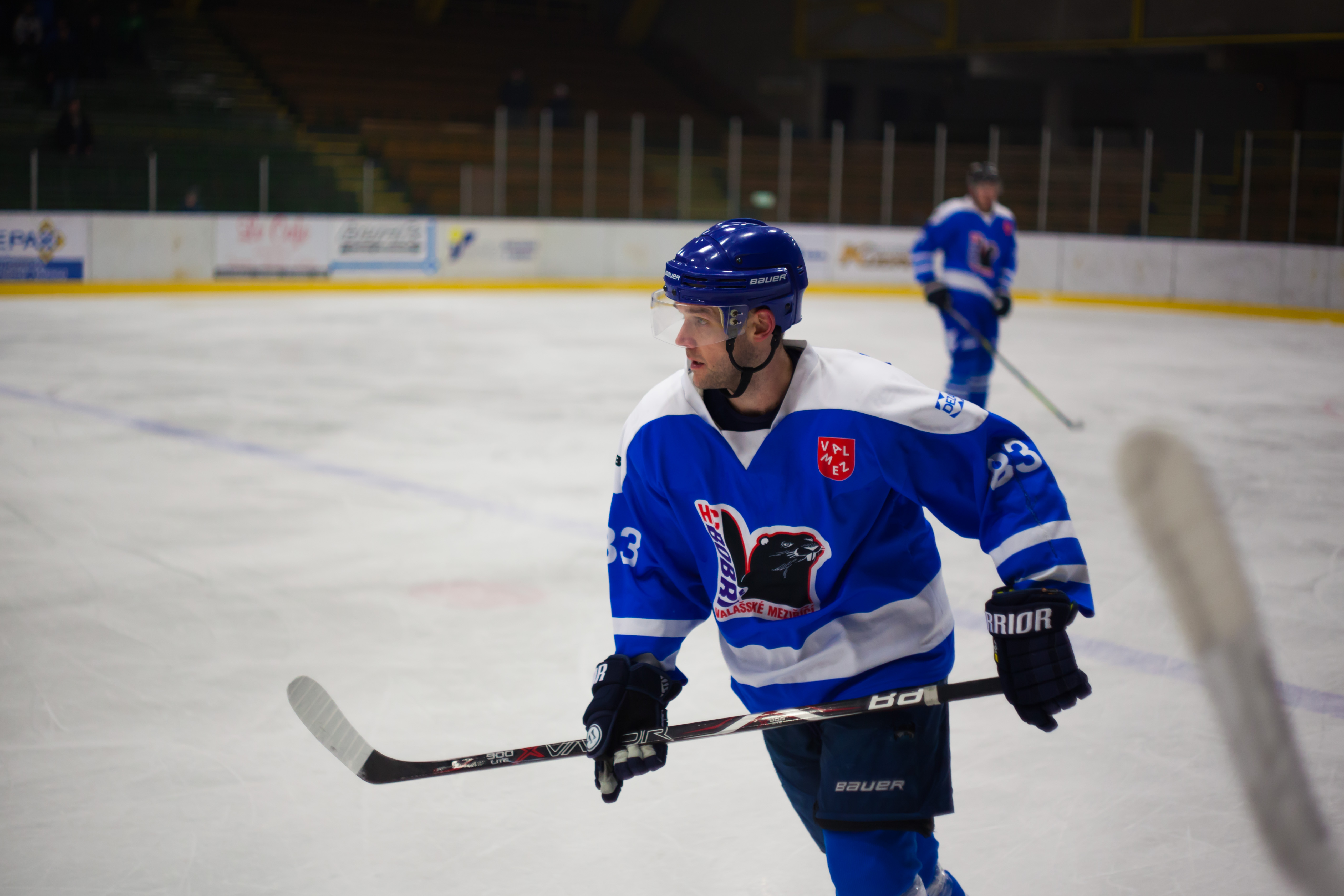
لعبة الهوكي

في NHL قد يسمى الهدف بلا هدف للأسباب التالية:
1. عندما يُوجه القرص أو ضربه أو إلقاؤه في الشبكة بواسطة لاعب مهاجم بخلاف العصا.
2. عندما يُركل القرص باستخدام حركة ركل مميزة.
3. عندما ينحرف القرص الكرة مباشرة إلى الشباك من مسؤول.
4. عندما يُسجل هدف ويكون لاعب غير مؤهل على الجليد.
5. عندما يتداخل لاعب مهاجم مع حارس مرمى خط مرماه.
6. عند دخول القرص للشبكة بعد الاتصال بعصا اللاعب المهاجم التي تكون فوق ارتفاع العارضة. العامل الحاسم هو المكان الذي يتصل فيه القرص بالعصا.
7. عندما تؤكد مراجعة الفيديو تسجيل هدف في أحد طرفي الجليد، يجب رفض أي هدف يُسجل في الطرف الآخر في نفس اللعبة.
8. عندما يبلغ لاعب الخط عن ركلة جزاء مزدوجة طفيفة بسبب الالتصاق الشديد أو ركلة جزاء كبيرة أو عقوبة المباراة للحكم بعد تسجيل هدف من قبل الفريق المخالف، يجب إلغاء الهدف وتقييم العقوبة المناسبة.
9. عندما يُدفع حارس مرمى إلى داخل الشبكة مع القرص بعد تصديها.
10. عندما تُزاح الشبكة عن طريق الخطأ. يُعتبر إطار الهدف مزاحًا (أُزيح من مكانه) إذا لم يعد أي من أوتاد المرمى أو كلاهما في الثقوب الخاصة بهما في الجليد، أو إذا انقطعت الشبكة تمامًا عن إحدى الساقين أو كلتيهما، قبل أو أثناء دخول القرص المرمى. .
11. أثناء الرد المتأخر لركلة جزاء، لا يمكن للفريق المخالف التسجيل ما لم يسدد الفريق غير المخالف القرص في شباكه. هذا يعني أن أي انحراف عن اللاعب المخالف أو أي إجراء جسدي من قبل اللاعب المخالف قد يتسبب في دخول قرص الصولجان إلى هدف الفريق غير المخالف، لا يجب اعتباره هدفًا قانونيًا. يجب إيقاف اللعب قبل دخول القرص للشبكة (كلما أمكن ذلك) وتقييم العقوبة المشار إليها للفريق المخالف.
12. عندما يرى الحكم أن اللعبة قد توقفت، حتى لو لم تتح له الفرصة جسديًا لإيقاف اللعب عن طريق إطلاق صافرته.
13. لا يُسمح بأي هدف يُسجل بخلاف ما هو مشمول بالقواعد الرسمية.[1]

## دوري لاكروس الوطني(NLL)
وفقًا لكتاب قواعد NLL (القاعدة 55: لا يُحتسب هدف) ، قد يُرفض الهدف وفقًا للشروط التالية:
(55.1) عندما تمر الكرة عبر مستوى الشبكة بعد صوت بوق ساعة اللعبة أو ساعة التسديد للإشارة إلى نهاية ربع أو فترة الوقت الإضافي أو انتهاء ساعة التسديد.
(55.2) تعدي خط ملعب الكريكت ستؤدي إلى عدم وجود هدف. تعدي الخط هو القاعدة 69.
(55.3) عندما تمر الكرة عبر مستوى المرمى عندما يكون لدى الفريق المهاجم عدد كبير جدًا من اللاعبين على الأرض بما في ذلك أولئك الموجودين في منطقة الجزاء وقت اللعب.
(55.4) عندما تمر الكرة بمستوى المرمى بعد أن أطلق أحد الحكام صافرته لأي سبب ، بما في ذلك إطلاق صافرة غير مقصودة.
(55.5) عندما يتصل اللاعب بحارس المرمى. انظر الاتصال أثناء التصوير على الشبكة القاعدة 69.
(55.6) عندما تمر الكرة من خلال مستوى المرمى من عصا تبين أنها غير قانونية بفحص العصا.
(55.7) عندما تُركل الكرة بشكل مباشر أو غير مباشر في مرمى الخصم.
(55.8) عندما تُوجه الكرة إلى الشبكة بعيدًا عن اليد الحرة للخصم.
(55.9) عندما توضع الكرة، أو لا، في تضيق الجيب وتلقي الكرة والعصا سهواً أو عمدًا في المرمى.
(55.10) في حال دفع زميله حارس مرمى في الشباك من تلقاء نفسه وعبور الكرة خط المرمى بعد التوقف، سيحسب الهدف. في حالة دفع أحد الحارسين للشبكة من قبل الخصم وتجاوزت الكرة خط المرمى بعد التوقف، لن يُحتسب الهدف. الألعاب تخضع لأي عقوبات مناسبة.
(55.11) إذا كانت الكرة سائبة على خط لعب الكريكت، فلا يجوز للاعب المنافس توجيه الكرة نحو المرمى. إذا كانت الكرة طليقة على الخط، يجب أن يمتلك اللاعب الخصم الاستحواذ قبل أي محاولة للتسجيل. لا يُحتسب أي هدف إذا كانت الكرة منطلقة على الخط، وتوجيهها من قبل لاعب معارض وجعل الكرة تلامس حارس المرمى أو المدافع قبل أن تدخل الكرة في الشبكة.
(55.12) إذا تم تسجيل هدف عندما كان لاعب غير مؤهل على الأرض، فلن يُسمح بالهدف. سيُستبعد اللاعب غير المؤهل من اللعبة ولن يتمكن النادي من استبدال لاعب آخر في قائمته. اللاعب غير المؤهل هو اللاعب الذي طُرد سابقًا من اللعبة ويخضع لانضباط الدوري.
(55.13) إذا سُجل بحيث كان رأس المهاجم خلف خط المرمى الممتد عند إطلاق الكرة أثناء عملية التسديد ، فلن يُحتسب بالهدف.
(55.14) إذا أخذ اللاعب تسديدة وخرج رأس عصاه ودخلت الكرة المرمى ، يُلغى الهدف وتُمنح الكرة لحارس المرمى.